# Глоговаць (Косово)
Глоговаць (серб. Глоговац/Glogovac, алб. Drenas, Gllogovc, тур. Glogovaç) — місто і муніципалітет в Приштинському окрузі в центрі Косова. Населення муніципалітету — 58 579 (2011).

## Географія
Місто розташоване в 30 км на захід від Приштини, й у безпосередній близькості від дороги Печ — Приштина.